# La Main à plume
 (septembre 2014).
La Main à plume (1941-1944) est le groupe surréaliste qui prend la relève pendant la Seconde Guerre mondiale, en l’absence d'André Breton et de la plupart des surréalistes historiques, en exil aux États-Unis et au Mexique. De jeunes poètes, peintres et militants se regroupent sous ce nom rimbaldien - la Main à plume vaut la main à charrue, jamais je n’aurai ma main (Rimbaud, "Mauvais sang", Une saison en enfer).
Ce groupe particulièrement politisé a lancé de nombreuses publications et activités collectives dans le Paris occupé. Il a édité une revue, qui a changé de nom à chaque livraison, pour échapper à la censure allemande: La Main à plume, Géographie nocturne, Transfusion du verbe, La Conquête du monde par l’image. De nombreuses plaquettes individuelles, dont le célèbre Poésie et Vérité 42 de Paul Éluard.
Politiquement, le groupe était à dominante trotskiste. Il s’est opposé à l'accommodement du champ littéraire et artistique à l'Occupant et au régime de Vichy, mais aussi, indirectement, à la politique du front uni de la résistance sous la direction du PCF. Il s’auto-définissait comme « une jeunesse qui se tient aussi loin d’Aragon qu’elle l’est de Drieu La Rochelle».

## Historique
La Main à plume est fondée par des proches d’André Breton. Certains ont été des animateurs de la FIARI, (Fédération pour l’Art Révolutionnaire Indépendant), qui regroupait surréalistes et artistes antistaliniens. Robert Rius, poète et militant, a été ami intime, « secrétaire » de Breton à la fin des années trente. Adolphe Acker est médecin et militant trotskiste. Jean-François Chabrun a quitté le groupe des Réverbères pour rejoindre les surréalistes en 1938.
À l'été 1941, ce petit groupe est rejoint par une bonne partie des Réverbères (Noël Arnaud, Jacques Bureau, Nadine Lefebure) puis plusieurs artistes surréalistes importants: Oscar Domínguez, Raoul Ubac, puis Jacques Hérold. La Main à plume est aussi en contact direct avec les surréalistes belges, via Christian Dotremont, qui a participé à toutes les publications du groupe. Elle agrège progressivement une génération surréaliste spontanée, qui s’engage autant dans une forme d’activisme littéraire que dans la résistance à l’occupant.

### Publications
La première Main à plume est publiée en juin 1941. Elle est anonyme, éditée à compte d’auteurs, et auto-diffusée."État de présence", son éditorial-manifeste, défend la valeur de la poésie surréaliste, non-réconciliée avec les « consciences imbéciles » et, à mots couverts, la lutte contre l’occupant. Elle est imprimée par Lucien Cario, un typographe anarchiste, qui sera l'imprimeur de toutes les publications du groupe.
Avec les Réverbères ralliés à la Main à plume à l'été 1941, est publiée une seconde plaquette, Géographie nocturne.
En décembre 1941, le groupe fonde les Éditions de la Main à plume. Avec la complicité de Paul Éluard et de Picasso, paraissent Transfusion du verbe puis La Conquête du monde par l'image (juin 1942). Cette dernière plaquette, qui rassemble un grand nombre d'artistes surréalistes, a un retentissement considérable dans la France occupée.
Dès 1940, les nazis, qui ont aryanisé l'édition et pilonné les livres interdits, soumettent la presse à une censure directe mais les éditeurs, qui ont signé une convention d'auto-censure s'engageant à ne pas nuire aux intérêts allemands, restent assez libres. En changeant de nom à chaque livraison, les publications de la Main à plume contournent les lois allemandes. Elles ne demandent pas de visa de censure mais ne sont pas non plus clandestines, elles ont une adresse, un dépôt légal à la Bibliothèque nationale et sont vendues en librairies.
L'ordonnance sur le papier, promulguée en avril 1942, qui oblige les éditeurs à passer devant une "commission de contrôle de papier",durcit les conditions d'édition. La Main à plume, frappée en juin 1942 par plusieurs  arrestations, connaît une crise. Elle répond en publiant "les Pages libres de la Main à plume" (janvier 1943- janvier 1944), collection de 12 numéros sans achevé d'imprimé ou visa de censure: un simplet feuillet de couleur plié et illustré.
La Main à plume s'allie ensuite avec une autre revue, les Cahiers de poésie, dirigés par Jean Simonpoli, un linguiste d'origine corse, sympathisant communiste, qui consacre son numéro 4-5 au Surréalisme encore et toujours.
Au Quesnoy, une petite ville dans le Nord, André Stil publie les poètes et plasticiens de la Main à plume, sans visa de censure et édite des Cartes à jouer du 4.21, sur le modèle des papillons surréalistes.
En Belgique, Dotremont a fondé en 1943 les Éditions du Serpent de mer, en lien étroit avec la Main à plume.
L'Objet, la dernière plaquette du groupe, fruit d'un long travail théorique collectif, est restée inédite. Car à l'été de la Libération, le groupe est frappé par la mort de nombreux compagnons et miné par les conflits politiques.

### Participation à la résistance
La Main à plume a compté plusieurs militants trotskistes parmi ses membres et a participé à la résistance  contre l'Occupant. Si Jacques Bureau et Maurice Blanchard se sont engagés à titre individuel dans des réseaux de résistance, d'autres membres du groupe ont rejoint les FTP. La majorité de la Main à plume prônait un internationalisme littéraire et politique hostile au PCF, qui a entraîné la rupture du groupe avec Paul Éluard à l'été 1943. Le groupe a ensuite approuvé la participation à la lutte armée contre les nazis, dans les organisations de résistance dominées par les communistes. Robert Rius, Jean Simonpoli, et Marco Ménégoz, ainsi qu'André Prenant, ont monté un maquis à Achères-la-forêt en juin 1944 qui a été décapité avant d'avoir opéré. Ils ont été torturés et fusillés par la Gestapo en juillet 1944. La chute du maquis, due à une dénonciation, n'est pas totalement éclaircie.
Ces "francs-tireurs du surréalisme en Europe occupée" ont voulu « vivre l’histoire » et d'autres membres du groupe n’ont pas survécu à la guerre. Tita, pseudonyme d’Edita Hirshowa, plasticienne, ainsi que Hans Schoenhoff, poète, Juifs, sont déportés en septembre 1942 et assassinés à Auschwitz. Adolphe Acker, Jacques Hérold et Boris Rybak, Juifs également, ont survécu grâce à de faux papiers. Marc Patin est mort au STO de pneumonie et d’épuisement. Régine Raufast, jeune poétesse et critique d’art, s’est suicidée en 1946. Jacques Bureau, critique et amateur de jazz, technicien radio pour le réseau Prosper-physician, a été emprisonné (juillet 1943) puis déporté en Allemagne, d’où il reviendra en 1945. Maurice Blanchard, ingénieur à SNCASO puis à la Junkers, a été "informateur, spécialiste aviation" pour le réseau Brutus. Il a reçu la croix de guerre le 10 octobre 1945.

## Publications

### Collectif
- La Main à Plume, anonyme, Paris, en dépôt chez Marc Patin, 136 rue de Paris, Clamart, sans justification de tirage, impr. Lucien Cario, juin 1941.
- Géographie nocturne, Paris, en dépôt chez Noël Arnaud, 18, rue Notre-Dame de Lorette, impr. Lucien Cario, 400 ex., 9 septembre 1941.
- Transfusion du verbe, les Éditions de la Main à Plume, 11, rue Dautancourt, Paris XVIIè, impr. Lucien Cario, 400 ex., 23 décembre 1941.
- La Conquête du monde par l’image, Paris, les Éditions de la Main à Plume, 11, rue Dautancourt, Paris XVIIe, impr. Lucien Cario, 500 ex., 24 avril 1942, antidaté de la première quinzaine de juin.
- Le Surréalisme encore et toujours, Cahiers de Poésie n° 4-5, numéro spécial, 72 p., impr. spéciale de l’édition, Seine et Oise, second tirage, justification inconnue.
- Informations surréalistes, feuillet recto verso, Paris, La Main à Plume, 8 square Delormel, 1944.
- Décentralisation surréaliste, Les Feuillets du Quatre Vingt & Un, première série, André Stil, 10 rue Victor Hugo, Le Quesnoy (Nord), feuillets édités séparément et cousus en volume, juin-août 1943.
- L’Avenir du surréalisme, Le Quesnoy, Les Feuillets du Quatre Vingt & Un, deuxième série, volume édité après la dissolution du groupe par Noël Arnaud, 5 janvier 1945, 300 ex.

### Tracts
- "État de présence", tiré à part format tract, juin et juillet 1941.
- "Enquête sur la poésie", Les Éditions de la Main à plume/ Noël Arnaud /11 rue Dautancourt, Paris XVIIe, printemps 1942.
- "Vos gueules!", [anonyme], février 1943.
- "Monsieur", Lettre à Jean Follain, le groupe de la Main à plume, le 13 mars 1943.
- "Cher phoque", Copie d’une lettre à M. Léon-Paul Fargue, le groupe de la Main à plume, le 28 mars 1943.
- "Nom de Dieu!", 24 signatures, le 1er mai 1943.
- "Cartes à jouer du 4.21", juillet 1943.
- Enquête-circulaire préparatoire à L’Objet, novembre 1943.
- « Faits divers » ; Avis aux insulteurs du surréalisme, La Main à plume, Paris, décembre 1943.
- « Précisions », La Main à plume, Paris, décembre 1943.

### Plaquettes individuelles
- Christian Dotremont, Noués comme une cravate, ill. Oscar Dominguez, Paris, Éditions de la Main à Plume, [décembre]1941.
- Arnaud Noël, L’Illusion réelle ou les apparences de la réalité, certificat de lecture de Jean-François Chabrun et deux dessins d’Aline Gagnaire, Paris, Éditions de la Main à Plume, 9 février 1942.
- Jean-François Chabrun, Les Déserts de l’enthousiasme, dessin de J.-V. Manuel, Paris, Éditions de la Main à Plume, 21 février 1942.
- Marc Patin, L’Amour n’est pas pour nous suivi de Femme magique, un portrait automatique de l’auteur par Noël Arnaud, et deux dessins de Tita, Paris, Éditions de la Main à Plume, impr. Lucien Cario, 25 février 1942.
- Laurence Iché, Au fil du vent, ill. d’Oscar Dominguez, Paris, octobre 1942.
- Paul Éluard, Poésie et Vérité 1942, Paris, les Éditions de la Main à Plume, 11, rue Dautancourt, achevé d’imprimé le 3 avril 1942 [octobre 1942].
- Nadine [Lefebure], Contes de l’air et de l’eau, Paris, les Éditions de la Main à Plume, coll. « Le Banc d’essai » dirigée par Jacques Bureau, mars 1943.
- Jean-François Chabrun, La Mystique et l’enthousiasme (Surréalisme et religion), n°1 de la coll. "Tracts", Paris, Éditions de la Main à Plume, janvier 1944.
- Charles Bocquet, Constatations, ill. de Jacques Hérold, Paris, Édition surréaliste, La Main à plume, 8, square Henri Delormel, janvier 1944.
- Boris Rybak , Le Linceul des marées, « C’est un poème surréaliste », ill. Jacques Hérold, mars 1945.

### Les Pages libres de la Main à Plume (1943-44)
- Noël Arnaud, Aux absents qui n’ont pas toujours tort, une eau-forte d’Oscar Dominguez, Les Pages libres de la Main à Plume n° 1, Paris, janvier 1943.
- Maurice Blanchard, Les Pelouses fendues d’Aphrodite, frontispice d’Yves Tanguy Paris, Les Pages libres de la Main à Plume n° 2, janvier 1943.
- Gérard De Sède, L’Incendie habitable, avec une pointe sèche de Gérard Vulliamy, Les Pages libres de la Main à Plume n° 3, Paris, mars 1943.
- André Breton, Pleine marge, Les Pages libres de la Main à Plume n°5, Paris, mai 1943.
- Léo Malet, Le Frère de Lacenaire, un dessin hors-texte de Salvador Dali, Les Pages libres de la Main à Plume n° 6, Paris, juin 1943.
- J.-V Manuel, Celui qui n’a pas de nom, synopsis pour un film surréaliste, avec un dessin de Miró, Les Pages libres de la Main à Plume n° 7, Paris, juillet 1943.
- Benjamin Péret, Les Malheurs d’un dollar, un monotype de Roger Brielle (ex. de luxe), Les Pages libres de la Main à Plume n° 8, Paris, août 1943.
- Laurence Iché, Étagères en flamme, ill. Picasso (un dessin de trottoir), Paris, Les Pages libres de la Main à Plume n° 9, septembre 1943.
- Robert Rius, Serrures en friche, [ill. Pedro Flores], Paris, Les Pages libres de la Main à Plume n° 10, octobre 1943.
- Christian Dotremont, Lettres d’amour, ill. de René Magritte, Les Pages libres de la Main à Plume n° 11, Paris, novembre 1943.
- Picasso, anonyme, [Jean-François Chabrun, Robert Rius], Les Pages libres de la Main à Plume n° 12, Paris, janvier 1944.